# Boranovići
Boranovići (cyr. Борановићи) – wieś w Bośni i Hercegowinie, w Republice Serbskiej, w gminie Rudo. W 2013 roku liczyła 245 mieszkańców.